# Фарманфарма, Абдул-Хоссейн Мирза
Абдул-Хоссейн Мирза Фарманфарма (перс. عبدالحسین میرزا فرمانفرما‎; 30 марта 1857 — 15 апреля 1939) — премьер-министр (визирь) Ирана при Султане Ахмад-шахе, полководец и государственный деятель.

## Биография
Абдул-Хоссейн-мирза 30 марта 1857 года в семье принца Фируз-мирза в Тебризе (Персия).
В 1892 году Абдул-Хоссейн-мирза по приказу Насреддин-шаха был назначен губернатором Кермана.
Абдул-Хоссейн-мирза был также военным министром в правительстве премьер-министра Мирза Ага-хан Нурия (1896-1897 гг.)
Абдул-Хоссейн-мирза 12 января 1898 года назначается губернатором Фарса. 1898 года был выслан в Египет. По возвращении в 1903 году в Иран назначается губернатором Кирманшаха.
В 1906 году Абдул-Хоссейн-мирза  по приказу Мозафереддин-шах Каджара был назначен губернатором Тебриза. В 1908 году в Тебризе началось восстание против власти шаха. Шах направляет к Тебризу 25-тысячный отряд под начальством Рахим-хана, который окружает город со всех сторон и отрезает его от подвоза продовольствия.
В 1908 году Абдул-Хоссейн-мирза по приказу Мохаммад Али-шаха был назначен губернатором Кермана. Он занимал поочерёдно посты министра юстиции и внутренних дел.  
Указом шаха Абдул-Хоссейн-мирза в конце 1915 года был назначен главой правительства, однако подал в отставку два месяца спустя, отказавшись подписать соглашение, позволявшее России и Великобритании контролировать военные и финансовые дела Ирана.
В 1939 году Абдул-Хоссейн-мирза скончался. Его тело было захоронено в Куме согласно завещанию.
Дочь Абдул-Хоссейна Марьям Фируз была видной деятельницей иранской компартии Туде, женой Нуреддина Киянури.